# Hubert Howe Bancroft
Hubert Howe Bancroft (Granville, 5 de maio de 1832 – Walnut Creek, 2 de março de 1918) foi um historiador e etnólogo americano, que escreveu, publicou e colecionou trabalhos sobre o Oeste Americano, Texas, Califórnia, Alasca, México, América Central e Colúmbia Britânica.

## Biografia

### Juventude
Hubert Howe Bancroft nasceu em Granville, Ohio, filho de Azariah Ashley Bancroft e de Lucy Howe Bancroft. As famílias Howe e Bancroft vieram originalmente dos estados de Vermont e Massachusetts, respectivamente. Os pais de Bancroft eram abolicionistas e a casa da família servia de estação para a Underground Railroad.
Bancroft frequentou a Academia Doane em Granville por um ano, e então se tornou funcionário da livraria de seu cunhado em Buffalo, Nova Iorque.

### Mudança para a Califórnia

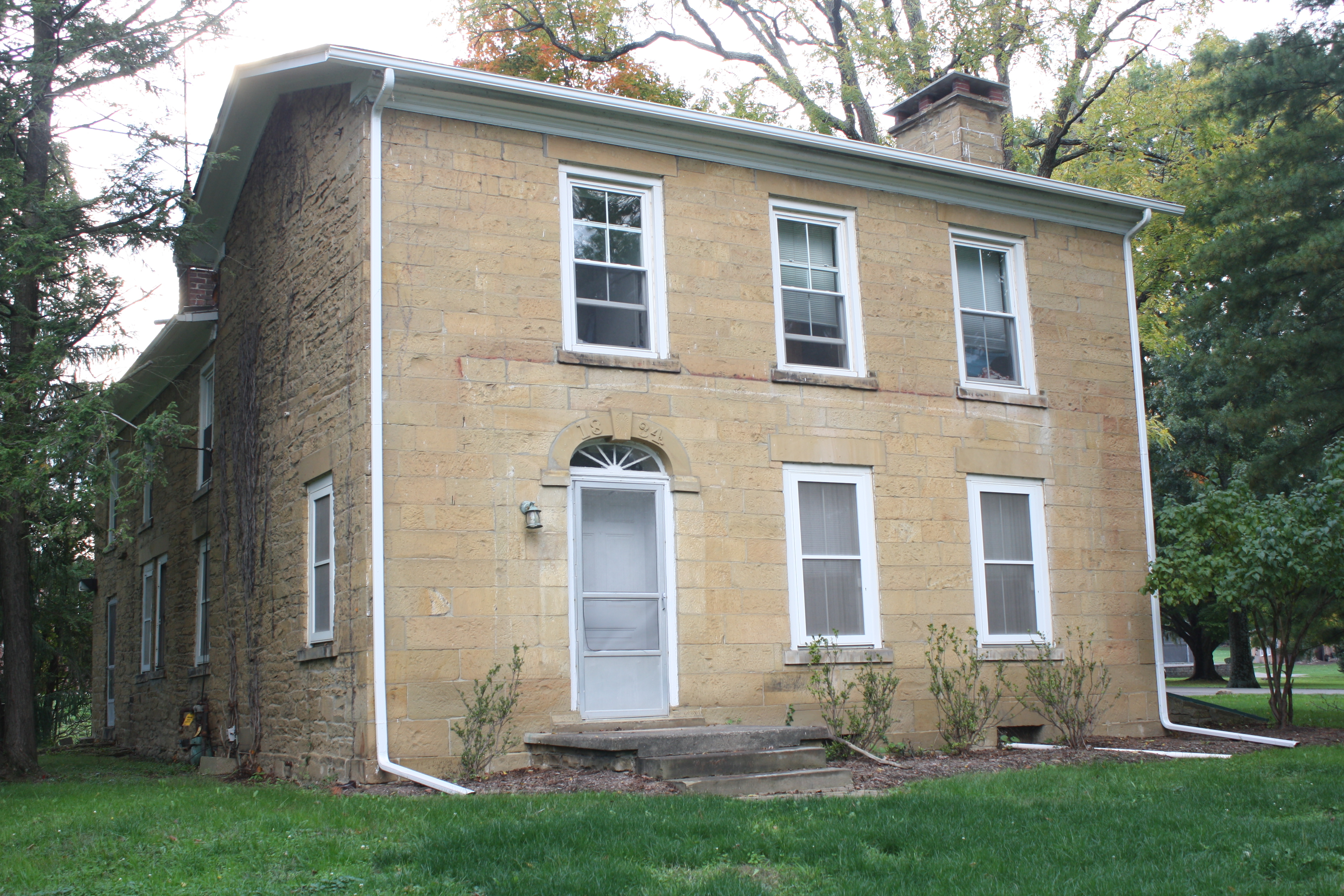
Casa onde nasceu Bancroft, Granville, Ohio

Em março de 1852, Bancroft recebeu um estoque de livros para vender e foi enviado para a próspera cidade californiana de São Francisco para estabelecer um escritório regional da empresa na costa oeste. Bancroft foi bem sucedido na construção de sua empresa, entrando para o mundo das publicações. Ele também se tornou um colecionador de livros, formando uma coleção numerada em dezenas de milhares de volumes.
Em 1868, renunciou ao seu negócio em favor de seu irmão, A. L. Bancroft. Acumulou uma grande biblioteca de material histórico e abandonou os negócios para dedicar-se inteiramente à escrita e publicação de história.
A biblioteca de Bancroft consistia de livros, mapas e documentos impressos e manuscritos, incluindo um grande número de narrativas ditadas a Bancroft ou a seus assistentes por pioneiros, colonos e estadistas. A indexação dessa vasta coleção empregou seis pessoas por dez anos. A biblioteca foi transferida em 1881 para um edifício à prova de fogo, e em 1 900 contava com cerca de 45 000 volumes.
Ele desenvolveu um plano para publicar uma história em 39 volumes de toda a região da costa do Pacífico da América do Norte, desde a América Central até o Alasca. Empregou colaboradores para o trabalho preliminar, revisou tudo e escreveu os capítulos mais importantes. Em 1886, o estabelecimento editorial de A. L. Bancroft & Company pegou fogo, e as folhas de sete volumes da história que ele havia escrito foram destruídas.

### Informações pessoais
O primeiro casamento de Bancroft foi com Emily Ketchum em 1859. Eles tiveram uma filha, que nasceu em 1859, chamada Kate. Emily morreu no parto em 1869. Bancroft se casou novamente em 1879. Sua segunda esposa foi Matilda Coley Griffing, com quem teve quatro filhos.
Embora não tivesse cursado ensino superior, em 1875, Bancroft recebeu um diploma honorário de Mestre em Artes da Universidade Yale, em reconhecimento ao seu trabalho histórico sobre as "Raças Nativas dos Estados do Pacífico". Ele também foi eleito membro da American Antiquarian Society em 1875.

### Morte
Hubert Howe Bancroft morreu em 2 de março de 1918, em sua casa de campo em Walnut Creek, Califórnia. A "peritonite aguda" foi apontada como a causa da morte em reportagens publicadas de jornais. Bancroft tinha 85 anos na época de sua morte. Seu corpo foi enterrado no Cypress Lawn Memorial Park, em Colma, Califórnia.

## Legado

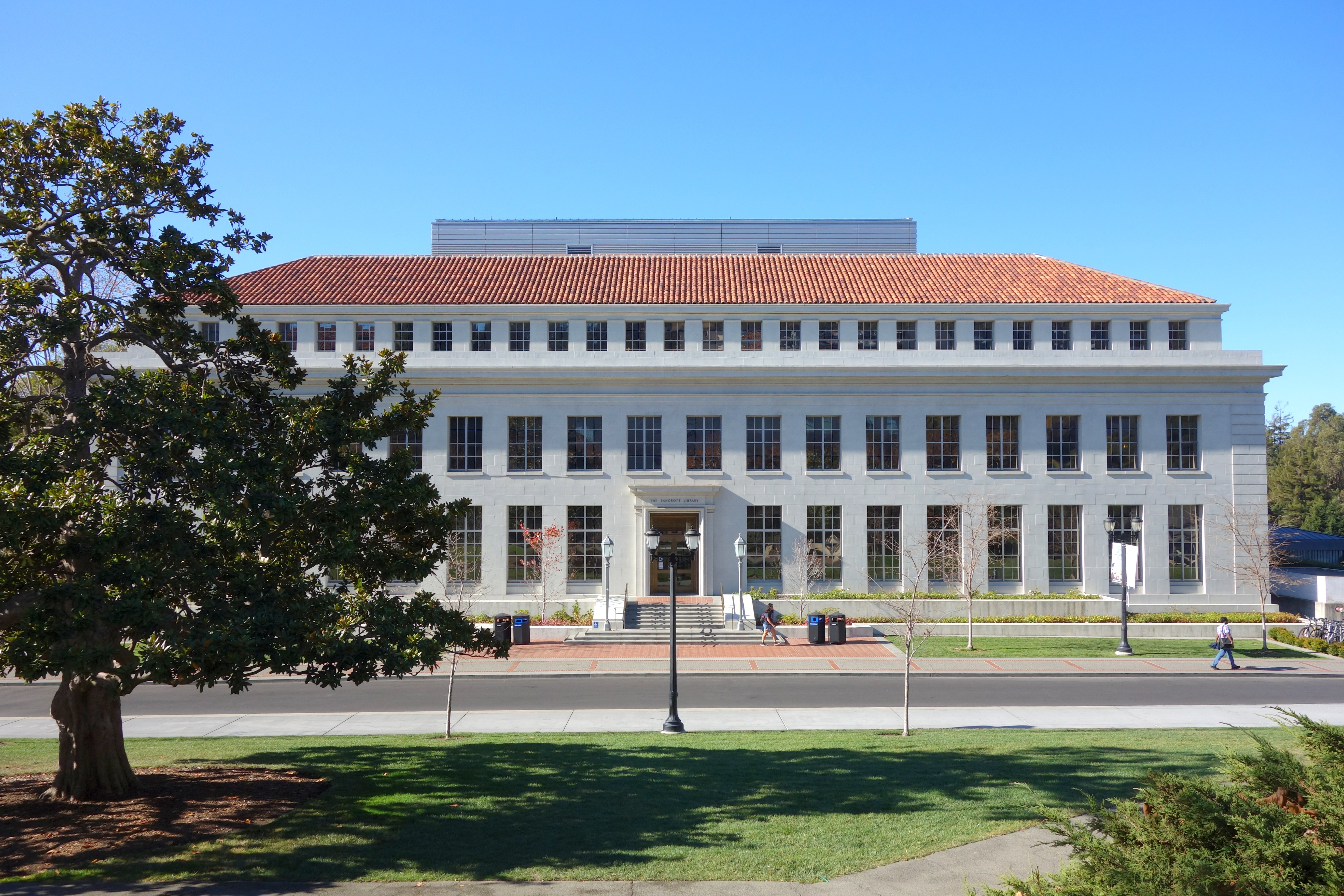
Biblioteca Bancroft - Universidade da Califórnia, Berkeley

No final do século XIX, determinou-se que grande parte do trabalho do qual Bancroft reivindicava a autoria de fato tinha sido escrito por outros. Isso manchava seu legado aos olhos de alguns eruditos, com base no princípio "falso em uma coisa, falso em todos". O Salt Lake Tribune chamou-o de "pirata do cérebro de outras pessoas" em 1893.
A Biblioteca Bancroft na Universidade da Califórnia em Berkeley, em homenagem a ele, foi fundada quando a Universidade da Califórnia comprou sua coleção de livros de 60 000 volumes em 1905. Bancroft também é o homônimo de Bancroft Way em Berkeley, Califórnia.

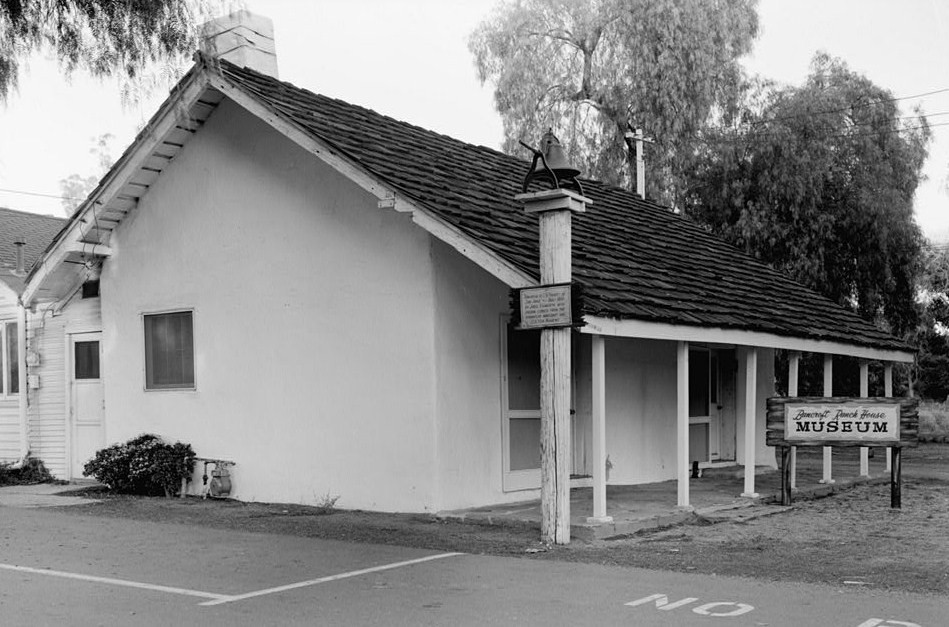
Bancroft House, Spring Valley CA

Em 1885, Bancroft comprou uma fazenda com uma casa de adobe localizada em Spring Valley, no condado de San Diego, como lar para idosos. A Hubert H. Bancroft Ranch House é agora um Marco Histórico Nacional. Além disso, parte de uma propriedade que Bancroft comprou por volta de 1880 no condado de Contra Costa, na Califórnia, tornou-se depois o Ruth Bancroft Garden, quando três acres do restante das terras da fazenda foram dados pelo neto de Bancroft, Philip, a sua esposa, Ruth Bancroft.
Várias escolas receberam o nome de Bancroft, incluindo: Long Beach Unified School District (Long Beach, Califórnia), Bancroft Middle School (Los Angeles, Califórnia), Hubert H. Bancroft Elementary School em Sacramento, Bancroft Elementary School em Andover, Massachusetts, e Bancroft Community School em Spring Valley, Califórnia.
Um arquivo da correspondência da família Bancroft, coletado por sua filha Kate, faz parte das Coleções e Arquivos Especiais da Biblioteca Geisel da Universidade da Califórnia, em San Diego.
Recollections of Hubert Howe Bancroft and the Bancroft Family, uma entrevista da história oral com Margaret Wood Bancroft, viúva do filho de Bancroft, Griffing, está disponível no Escritório Regional de História Oral da Biblioteca Bancroft na Universidade da Califórnia em Berkeley.

## Obras publicadas
Os trabalhos escritos de Bancroft incluem o seguinte, com o conjunto de 39 volumes de Os trabalhos de Hubert Howe Bancroft (pub. 1874-1890):
- The Native Races: Wild tribes. I. [S.l.]: D. Appleton. 1875
- The Native Races: Civilized nations. II. [S.l.]: D. Appleton. 1875
- The Native Races: Myths and languages. III. [S.l.]: Appleton. 1875
- The Native Races: Antiquities. IV. [S.l.]: D. Appleton. 1875 (Remains and Ruins)
- The Native Races: Primitive History. V. [S.l.]: D. Appleton. 1876
- History of Central America. 1501-1530. VI. [S.l.]: History Company. 1888
- History of Central America. 1530-1800. VII. [S.l.]: Bancroft & Co. 1883
- History of Central America: 1801-1887. VIII. [S.l.]: Bancroft & Co. 1887
- History of Mexico: 1516-1521. IX. [S.l.]: History Co. 1886
- History of Mexico: 1521-1600. X. [S.l.]: Bancroft & Co. 1883
- History of Mexico: 1600-1803. XI. [S.l.]: Bancroft & Co. 1883
- History of Mexico: 1804-1824. XII. [S.l.]: Bancroft & Co. 1885
- History of Mexico: 1824-1861. XIII. [S.l.]: Bancroft & Co. 1885
- History of Mexico: 1861-1887. XIV. [S.l.]: Bancroft & Co. 1888
- History of the North Mexican States and Texas: 1531-1800. XV. [S.l.]: Bancroft & Co. 1884
- History of the North Mexican States and Texas: 1801-1889. XVI. [S.l.]: History Co. 1889
- History of Arizona and New Mexico: 1530-1888. XVII. [S.l.]: History Co. 1889
- History of California: 1542-1800. XVIII. [S.l.]: History Co. 1884
- History of California: 1801-1824. XIX. [S.l.]: History Co. 1885
- History of California: 1825-1840. XX. [S.l.]: Bancroft & Co. 1886
- History of California: 1840-1845. XXI. [S.l.]: History Co. 1886
- History of California: 1846-1848. XXII. [S.l.]: History Co. 1886
- History of California: 1848-1859. XXIII. [S.l.]: History Co. 1888 (the Gold Rush years)
- History of California: 1860-1890. XXIV. [S.l.]: History Co. 1890
- History of Nevada, Colorado, and Wyoming: 1540-1888. XXV. [S.l.]: History Co. 1890
- History of Utah: 1540-1886. XXVI. [S.l.]: History Co. 1889
- History of the Northwest Coast: 1543-1800. XXVII. [S.l.]: Bancroft & Co. 1884
- History of the Northwest Coast: 1800-1846. XXVIII. [S.l.]: History Co. 1890
- History of Oregon. 1834-1848. XXIX. [S.l.]: History Co. 1886
- History of Oregon: 1848-1888. XXX. [S.l.]: History Co. 1888 [18]
- History of Washington, Idaho, and Montana: 1845-1889. XXXI. [S.l.]: History Co. 1890
- History of British Columbia: 1792-1887. XXXII. [S.l.]: History Co. 1887
- History of Alaska: 1730-1885. XXXIII. [S.l.]: History Co. 1886 [19]
- California Pastoral: 1769-1848. XXXIV. [S.l.]: Bancroft & Co. 1888
- California Inter Pocula. XXXV. [S.l.]: History Co. 1888
- Popular Tribunals. XXXVI. [S.l.]: History Co. 1887
- Popular Tribunals. XXXVII. [S.l.]: History Co. 1887
- Essays and Miscellany. XXXVIII. [S.l.]: History Co. 1890
- Literary Industries. XXXIX. [S.l.]: History Co. 1891 [20]  This volume gives an account of his methods of work.[21]
- The Early American Chroniclers (1883)
- Chronicles of the Builders of the Commonwealth: Historical Character Study (1891–1892)
- Book of the Fair (1893)
- Resources and Development of Mexico (1893)
- The Book of Wealth (1896)
- The New Pacific (1912)
- Retrospection, Political and Personal (1912, 1915)
- Why a World Centre of Industry at San Francisco Bay (1916)
- In These Latter Days (1917)

### Nota sobre métodos de produção
Bancroft fez uso de fichas catalográficas na organização e compilação de fatos para sua longa e maciça série de volumes históricos. No curso de sua organização de material de fonte e escrita, Bancroft fez uso de dezenas de assistentes de pesquisa, as contribuições de alguns dos quais atingiram o nível de coautores.
Originalmente ele parece ter pretendido usar seções tópicas da escrita produzidas por seus assistentes como a base de uma narrativa ampla que ele mesmo escreveria, mas à medida que o trabalho progrediu ele passou a usar as declarações como elas eram, com apenas pequenas mudanças. Ele disse que seus assistentes eram investigadores capazes e há evidências de que alguns deles mereceram sua confiança; Frances Fuller Victor, em particular, era um autora conhecida. No entanto, sua falha em reconhecer cada contribuição criou dúvidas sobre a qualidade do trabalho. No geral, embora Bancroft se considere o autor de suas obras, em termos contemporâneos é mais preciso considerá-lo um editor e compilador.
Nem Bancroft, nem a maioria de seus assistentes, tiveram treinamento suficiente para evitar declarar suas opiniões pessoais e entusiasmos, mas seus trabalhos foram geralmente bem recebidos em seu tempo. O historiador Francis Parkman elogiou The Native Races, de Bancroft, na North American Review, mas Lewis Henry Morgan foi mais crítico, baseado em sua recém publicada teoria da cultura indiana, em um artigo chamado Montezuma's Dinner. A resposta de Bancroft à crítica de Morgan sugere que ele não entendia a teoria de Morgan, que agora é geralmente aceita pelos estudiosos.